# Nahi
Nahi är en gewog i Bhutan.   Den ligger i distriktet Wangdue Phodrang, i den centrala delen av landet, 18 km öster om huvudstaden Thimphu.
I omgivningarna runt Nahi växer i huvudsak blandskog. Runt Nahi är det ganska glesbefolkat, med 26 invånare per kvadratkilometer.